# HNK Cibalia Vinkovci
HNK Cibalia Vinkovci hrvatski je nogometni klub iz Vinkovaca.
Trenutno se natječe u Prvoj nogometnoj ligi. 

## Povijest
Klub je osnovan 7. svibnja 1919. godine kao Građanski športski klub Cibalia Vinkovci. Klub je imao nekoliko sportskih sekcija. Unatoč tome što su prve klupske boje bile crna i bijela, prvi dresovi su bili ljubičaste, a gaćice bijele boje. Prvu utakmicu Cibala je odigrala protiv vinkovačkog ZŠK od kojeg je izgubila 2:3. Cibalia se kasnije fuzionirala sa ŽSK-om u Željezničarski građanski športski klub Cibalia. Klupske boje 1932. bile su crna i bijela, a klupska adresa Praštediona. U razdoblju NDH klub je nastavio djelovati. Krajem Drugog svjetskog rata osnovan je OFD Sparta s kojim se Cibalia kasnije fuzionirala u Fiskulturno društvo Graničar. Dana 25. veljače 1947. Graničar se fuzionirao s vinkovačkom Slogom u Fiskulturno društvo Dinamo Vinkovci.
Klub je u drugu jugoslavensku ligu ulazio više puta,  a u prvu 1982. gdje je igrao pet sezona, nakon čega je administrativnim putem izbačen u Drugu saveznu nogometnu ligu. Godine 1990. vraćeno je staro i prvotno ime Cibalia. Najveći uspjesi u neovisnoj Hrvatskoj su finale kupa 1999. te nekoliko igranja u Intertoto kupu i Europskoj ligi. Nakon sezone 2017./18. klub je izbačen iz 1. HNL u 3. HNL – Istok zbog dugova i financijskih problema.

## Stadion
Stadion na kojem igra HNK Cibalia izgrađen je 1966. godine. Do 1992. godine nosio je ime Stadion Mladosti, kada je ono promijenjeno i do danas stadion nosi naziv Stadion HNK Cibalia Vinkovci. Stadion je obnovljen nekoliko puta: 1982., 2003., 2008. i 2010. godine. Ukupni kapacitet stadiona iznosi oko 10.000 mjesta.

## Navijači
Ultrasi su navijačka skupina HNK Cibalia. Osnovani su 1982. godine, koja je možda i najznačajnija godina u povijesti kluba, kada se tadašnji Dinamo Vinkovci izborio za ulazak u prvu jugoslavensku ligu. Tradicionalno su smješteni na istočnoj tribini Stadiona HNK Cibalia.

## Povijest natjecanja

### 1965. – 1991.
- 1965./66. –  4. – Slavonska zona
- 1966./67. –  2. – Slavonska zona
- 1967./68. –  1. – Slavonska zona
- 1968./69. – 12. – Druga savezna liga – Sjever
- 1969./70. –  8. – Druga savezna liga – Sjever
- 1970./71. –  8. – Druga savezna liga – Sjever
- 1971./72. – 15. – Druga savezna liga – Sjever
- 1972./73. –  7. – Druga savezna liga – Sjever
- 1973./74. – 16. – Druga savezna liga – Zapad
- 1974./75. –  1. – Hrvatska nogometna liga
- 1975./76. – 11. – Druga savezna liga – Zapad
- 1976./77. –  4. – Druga savezna liga – Zapad
- 1977./78. –  7. – Druga savezna liga – Zapad
- 1978./79. –  4. – Druga savezna liga – Zapad
- 1979./80. –  3. – Druga savezna liga – Zapad
- 1980./81. –  3. – Druga savezna liga – Zapad
- 1981./82. –  1. – Druga savezna liga – Zapad
- 1982./83. – 12. – Prva savezna liga
- 1983./84. – 11. – Prva savezna liga
- 1984./85. – 14. – Prva savezna liga
- 1985./86. – 13. – Prva savezna liga
- 1986./87. – 17. – Prva savezna liga
- 1987./88. –  3. – Druga savezna liga – Zapad
- 1988./89. – 14. – Druga savezna liga
- 1989./90. –  8. – Druga savezna liga
- 1990./91. –  8. – Druga savezna liga

### 1992. – danas
| Sezona    | Liga            | Plasman | Bod | U  | P  | N  | I  | DG | PG | Kup                |
| --------- | --------------- | ------- | --- | -- | -- | -- | -- | -- | -- | ------------------ |
| 1992.     | 1. HNL          | 9.      | 15  | 22 | 3  | 9  | 10 | 13 | 24 |                    |
| 1992./93. | 1. HNL          | 5.      | 31  | 30 | 11 | 9  | 10 | 31 | 30 | drugo kolo         |
| 1993./94. | 1. HNL          | 7.      | 35  | 34 | 11 | 13 | 10 | 37 | 27 | drugo kolo         |
| 1994./95. | 1. HNL          | 10.     | 37  | 30 | 9  | 10 | 11 | 26 | 33 | četvrtfinale       |
| 1995./96. | 1. HNL          | 12.     | 24  | 36 | 11 | 12 | 13 | 43 | 55 | drugo kolo         |
| 1996./97. | 1. HNL          | 13.     | 33  | 30 | 11 | 0  | 19 | 35 | 56 | prvo kolo          |
| 1997./98. | 2. HNL          | 1.      | 71  | 30 | 22 | 5  | 3  | 80 | 19 | prvo kolo          |
| 1998./99. | 1. HNL          | 9.      | 26  | 32 | 10 | 7  | 15 | 34 | 44 | finale             |
| 1999./00. | 1. HNL          | 6.      | 45  | 33 | 11 | 12 | 10 | 42 | 39 | polufinale         |
| 2000./01. | 1. HNL          | 9.      | 33  | 32 | 5  | 18 | 9  | 31 | 45 | drugo kolo         |
| 2001./02. | 1. HNL          | 10.     | 36  | 30 | 9  | 9  | 12 | 34 | 37 | prvo kolo          |
| 2002./03. | 1. HNL          | 5.      | 43  | 32 | 12 | 7  | 13 | 39 | 44 | četvrtfinale       |
| 2003./04. | 1. HNL          | 11.     | 31  | 32 | 8  | 7  | 17 | 39 | 53 | polufinale         |
| 2004./05. | 2. HNL          | 1.      | 65  | 32 | 21 | 8  | 3  | 65 | 23 | prvo kolo          |
| 2005./06. | 1. HNL          | 10.     | 37  | 32 | 9  | 10 | 13 | 33 | 47 | drugo kolo         |
| 2006./07. | 1. HNL          | 10.     | 32  | 33 | 9  | 5  | 19 | 33 | 53 | četvrtfinale       |
| 2007./08. | 1. HNL          | 8.      | 40  | 33 | 11 | 7  | 15 | 40 | 48 | četvrtfinale       |
| 2008./09. | 1. HNL          | 8.      | 38  | 33 | 10 | 8  | 15 | 33 | 53 | polufinale         |
| 2009./10. | 1. HNL          | 3.      | 57  | 30 | 16 | 9  | 5  | 46 | 20 | prvo kolo          |
| 2010./11. | 1. HNL          | 4.      | 44  | 30 | 12 | 8  | 10 | 33 | 24 | polufinale         |
| 2011./12. | 1. HNL          | 5.      | 45  | 30 | 13 | 6  | 11 | 35 | 35 | polufinale         |
| 2012./13. | 1. HNL          | 11.     | 32  | 33 | 9  | 5  | 19 | 29 | 44 | polufinale         |
| 2013./14. | 2. HNL          | 2.      | 59  | 33 | 18 | 5  | 10 | 41 | 39 | osmina finala      |
| 2014./15. | 2. HNL          | 6.      | 38  | 30 | 10 | 8  | 12 | 36 | 44 | osmina finala      |
| 2015./16. | 2. HNL          | 1.      | 70  | 33 | 20 | 10 | 3  | 54 | 20 | osmina finala      |
| 2016./17. | 1. HNL          | 9.      | 21  | 36 | 4  | 9  | 23 | 26 | 79 | osmina finala      |
| 2017./18. | 1. HNL          | 10.     | 26  | 36 | 8  | 8  | 22 | 26 | 75 | osmina finala      |
| 2018./19. | 3. HNL – Istok* | 1.      | 64  | 30 | 21 | 5  | 4  | 67 | 24 | šesnaestina finala |
| 2019./20. | 2. HNL          | 16.     | 13  | 19 | 2  | 7  | 10 | 13 | 34 | šesnaestina finala |
| 2020./21. | 2. HNL          | 4.      | 51  | 34 | 15 | 6  | 13 | 50 | 43 | šesnaestina finala |
| 2021./22. | 2. HNL          | 6.      | 41  | 30 | 11 | 8  | 11 | 44 | 42 | šesnaestina finala |
| 2022./23. | 1. NL           | 3.      | 54  | 33 | 13 | 15 | 5  | 37 | 26 | šesnaestina finala |
| 2023./24. | 1. NL           | 8.      | 37  | 33 | 11 | 4  | 18 | 37 | 57 | osmina finala      |
| 2024./25. | 1. NL           | 5.      | 46  | 33 | 12 | 10 | 11 | 47 | 39 |                    |
| 2025./26. | 1. NL           |         |     | 33 |    |    |    |    |    |                    |

* Zbog ne dobivanja dozvole za igranje u 2. HNL, izbačena u 3. HNL

## Najveći uspjesi
- 1977. – četvrtfinale Kupa maršala Tita
- 1982. – ulazak u 1. saveznu ligu
- 1984. – 11. mjesto u 1. saveznoj ligi
- 1999. – finale Hrvatskog nogometnog kupa
- 2000. – sudjelovanje u Intertoto kupu, drugi krug
- 2003. – sudjelovanje u Intertoto kupu, polufinale
- 2010. – 3. mjesto u Prvoj hrvatskoj nogometnoj ligi
- 2010. – nastup u Europskoj ligi, drugo pretkolo

## Nastupi u završnicama kupa

### Kup maršala Tita
1947.
- 1. pretkolo: NK Dinamo Vinkovci – NK Dinamo Pančevo 1:2

1949.
- šesnaestina završnice: NK Dinamo Pančevo – NK Dinamo Vinkovci 4:0

1950.
- pretkolo: NK Dinamo – NK Borac Zagreb 0:8

1976./77.
- šesnaestina završnice: NK Dinamo – FK Trepča Titova Mitrovica 2:1
- osmina završnice: NK Dinamo – FK Radnički Pirot 3:2
- četvrtina završnice: FK Novi Sad – NK Dinamo 1:1 (4:1 11 m)

1977./78.
- šesnaestina završnice: NK Dinamo – FK Tekstilac Odžaci 2:1
- osmina završnice: NK Dinamo – NK Rijeka 0:1

1980./81.
- šesnaestina završnice: NK Dinamo – FK Vardar Skopje 2:1
- osmina završnice: FK Sloboda Tuzla – NK Dinamo 3:0

1981./82.
- šesnaestina završnice: NK Dinamo – FK Sloboda Tuzla 0:3

1983./84.
- šesnaestina završnice: NK Dinamo – FK Spartak Subotica 2:1
- osmina završnice: FK Sarajevo – NK Dinamo 4:1

1984./85.
- šesnaestina završnice: NK Dinamo – OFK Kikinda 0:1

1985./86.
- šesnaestina završnice: OFK Beograd – NK Dinamo 3:0

1986./87.
- šesnaestina završnice: FK Spartak Subotica – NK Dinamo 1:1 (3:1 11 m)

1987./88.
- šesnaestina završnice: NK Dinamo – FK Sarajevo 2:3

1988./89.
- šesnaestina završnice: NK Dinamo – NK Čelik Zenica 1:0 (prod.)
- osmina završnice: NK Dinamo – FK Rudar Ljubija 2:4
- uzvratna utakmica: FK Rudar – NK Dinamo 1:1

1989./90.
- šesnaestina završnice: FK Sloboda Tuzla – NK Dinamo 3:2

## Nastupi u međunarodnim natjecanjima

### Europska liga
| Sezona    | Faza natjecanja | Protivnik    | Rezultat | Napomena |
| --------- | --------------- | ------------ | -------- | -------- |
| 2010./11. | 2. pretkolo     | Cliftonville | 0:1, 0:0 |          |

### Intertoto kup
| Sezona             | Faza natjecanja    | Protivnik          | Rezultat           | Napomena           |
| UEFA Intertoto kup | UEFA Intertoto kup | UEFA Intertoto kup | UEFA Intertoto kup | UEFA Intertoto kup |
| ------------------ | ------------------ | ------------------ | ------------------ | ------------------ |
| 2000.              | 1. krug            | Obilić Beograd     | 3:1, 1:1           |                    |
| 2000.              | 2. krug            | Tatabánya          | 2:3, 0:0           |                    |
| 2003.              | 2. krug            | Šahtjor Saligorsk  | 1:1, 4:2           |                    |
| 2003.              | 3. krug            | Tampere United     | 2:0, 0:1           |                    |
| 2003.              | 4. krug polufinale | VfL Wolfsburg      | 1:4, 0:4           |                    |

## Poznati bivši igrači
| - Sulejman Halilović - Martin Novoselac - Miroslav Tanjga - Mladen Bogdanović - Zdravko Borovnica - / Ivan Budinčević - Tomislav Ivković - Davor Čop - / Josip Weber - Nikola Jerkan - Igor Štimac |  | - Marjan Mrmić - Ivica Šesto - Nevres Zahirović - / Miralem Ibrahimović - Renato Jurčec - Marijo Dodik - Zoran Zekić - Ivan Bošnjak - Mladen Bartolović - Mario Čutura - Ivan Lajtman |  | - Filip Uremović - Christopher Greer - Aleksandar Stojanovski - Dion Drena Beljo - / Amer Jukan - / Borislav Boško Tonković |  |

## Prijašnji treneri
| - Otto Barić - Dražan Jerković - Ivan Đalma Marković - Tonko Vukušić - Ivo Šušak - Martin Novoselac - Stipe Kedžo |  | - Mile Petković - Stanko Mršić - Tomislav Radić - Krasnodar Rora - Mijo Ručević - Srećko Lušić - Davor Mladina |  | - Davor Čop - Igor Štimac - Ivica Matković - Vjeran Simunić - Branko Karačić - Siniša Jalić - Samir Toplak |  |  |